# Canadian Mining Journal
Canadian Mining Journal — гірничий журнал Канади.
Науково-виробничий журнал.
Країна видання — Канада.
Спеціалізація: Розробка та періодична переробка (збагачення) вугільних, рудних та нерудних корисних копалин.
Рік заснування 1879.
Чисел на рік — 12.